# Didn't It Rain (Songs: Ohia)
Didn't It Rain è il sesto album in studio del gruppo musicale statunitense Songs: Ohia, pubblicato nel 2002.

## Tracce
1. Didn't It Rain — 7:49
2. Steve Albini's Blues — 5:51
3. Ring the Bell — 6:11
4. Cross the Road, Molina — 6:00
5. Blue Factory Flame — 8:29
6. Two Blue Lights — 2:14
7. Blue Chicago Moon — 6:49